# .hu
A .hu Magyarország internetes legfelső szintű tartomány kódja 1990-től.
A .hu domain alá történő regisztrációt a Magyarországi Internet Szolgáltatók Tanácsa által megalkotott Domainregisztrációs Szabályzat szabályozza.
2004 tavaszától lehetőség van a magyar ékezetes betűket (á, é, í, ó, ö, ő, ú, ü, ű) tartalmazó domainek bejegyzésére is.
2014 óta a .hu zóna is DNSSEC-kel védett, és 2015. augusztus 12. óta a .hu zóna fogad DNSSEC-delegálásokat, azóta lehet DNSSEC-kel regisztrálni .hu domain neveket.
A brit stílusú (.co.uk) regisztrációra van lehetőség az alábbi, szélesebb érdeklődésre számot tartó tartományneveknél:
- gov.hu
- edu.hu
- co.hu
- 2000.hu
- erotika.hu
- jogasz.hu
- video.hu
- info.hu
- agrar.hu
- film.hu
- konyvelo.hu
- shop.hu
- org.hu
- bolt.hu
- forum.hu
- lakas.hu
- suli.hu
- priv.hu
- casino.hu
- games.hu
- media.hu
- sport.hu
- city.hu
- hotel.hu
- news.hu
- tozsde.hu
- tm.hu
- erotica.hu
- ingatlan.hu
- reklam.hu
- utazas.hu